# Liberalisierung
Liberalisierung (lateinisch libertas ‚Freiheit‘ bzw. liberalis ‚frei‘, ‚freigebig‘) bedeutet den Abbau staatlicher oder gesellschaftlicher Eingriffe und Vorschriften.

## Formen

### Politische Liberalisierung
Der Abbau von repressiven Funktionen des Staates wird politische Liberalisierung genannt; oft im Kontext von Minderheitenschutz, Menschenrechten, Verboten und der Umwandlung bzw. Abschwächung von Strafmaßnahmen gebraucht.

### Wirtschaftliche Liberalisierung
Der Begriff der Liberalisierung im wirtschaftlichen Kontext wurde nach dem Zweiten Weltkrieg durch die OECD wieder aufgegriffen. Anfangs drückte Liberalisierung lediglich den Abbau von mengenmäßigen Handelsbeschränkungen aus, primär im damaligen Raum der Europäischen Wirtschaftsgemeinschaft (EWG). Heute steht der Begriff allgemein für Deregulierung und Privatisierung, beispielsweise für die Liberalisierung der Energiemärkte oder des Telekommunikationsmarktes.